# Nispa
Nispa Eskov, 1993 è un genere di ragni appartenente alla famiglia Linyphiidae.

## Distribuzione
L'unica specie oggi attribuita a questo genere è stata rinvenuta in Russia: (Sachalin e isole Curili) e Giappone settentrionale.

## Caratteristiche
Il genere possiede un lieve dimorfismo sessuale: i maschi misurano 2,75-3,00 mm., le femmine 3,28-3,45 mm.

## Tassonomia
A dicembre 2011, si compone di una specie:
- Nispa barbatus Eskov, 1993[4] — Russia, Giappone